# Premio Goya voor beste mannelijke bijrol
De Premio Goya voor beste mannelijke bijrol (Mejor interpretación masculina de reparto) is een van de Goya Filmprijzen en wordt sinds 1987 jaarlijks uitgereikt. In onderstaande lijst staat de winnaar als eerste weergegeven, gevolgd door de andere genomineerden.
| Jaar         | Acteur                  | Film                                      |
| ------------ | ----------------------- | ----------------------------------------- |
| 1987 (1ste)  | Miguel Rellán           | Tata mía                                  |
| 1987 (1ste)  | Agustín González        | Mambrú se fue a la guerra                 |
| 1987 (1ste)  | Antonio Banderas        | Matador                                   |
| 1988 (2de)   | Juan Echanove           | Divinas palabras                          |
| 1988 (2de)   | Agustín González        | Moros y cristianos                        |
| 1988 (2de)   | Pedro Ruiz              | Moros y cristianos                        |
| 1989 (3de)   | José Sazatornil         | Espérame en el cielo                      |
| 1989 (3de)   | Ángel de Andrés López   | Bâton rouge                               |
| 1989 (3de)   | Jorge Sanz              | El Lute II: mañana seré libre             |
| 1989 (3de)   | Guillermo Montesinos    | Mujeres al borde de un ataque de nervios  |
| 1989 (3de)   | José Luis Gómez         | Remando al viento                         |
| 1990 (4de)   | Adolfo Marsillach       | Esquilache                                |
| 1990 (4de)   | Enrique San Francisco   | El baile del pato                         |
| 1990 (4de)   | Fernando Guillén        | La noche oscura                           |
| 1990 (4de)   | Juan Echanove           | El vuelo de la paloma                     |
| 1990 (4de)   | Juan Luis Galiardo      | El vuelo de la paloma                     |
| 1990 (4de)   | Manuel Huete            | El vuelo de la paloma                     |
| 1991 (5de)   | Gabino Diego            | ¡Ay, Carmela!                             |
| 1991 (5de)   | Juan Echanove           | A solas contigo                           |
| 1991 (5de)   | Francisco Rabal         | ¡Átame!                                   |
| 1992 (6de)   | Juan Diego              | El rey pasmado                            |
| 1992 (6de)   | José Luis Gómez         | Beltenegros                               |
| 1992 (6de)   | Javier Gurruchaga       | El rey pasmado                            |
| 1993 (7de)   | Fernando Fernán Gómez   | Belle Époque                              |
| 1993 (7de)   | Gabino Diego            | Belle Époque                              |
| 1993 (7de)   | Enrique San Francisco   | Orquesta Club Virginia                    |
| 1994 (8ste)  | Tito Valverde           | Sombras en una batalla                    |
| 1994 (8ste)  | Juan Echanove           | Mi hermano del alma                       |
| 1994 (8ste)  | Javier Gurruchaga       | Tirano Banderas                           |
| 1995 (9de)   | Javier Bardem           | Días contados                             |
| 1995 (9de)   | Óscar Ladoire           | Alegre ma non troppo                      |
| 1995 (9de)   | Agustín González        | Los peores años de nuestra vida           |
| 1996 (10de)  | Luis Ciges              | Así en el cielo como en la tierra         |
| 1996 (10de)  | Fernando Guillén Cuervo | Boca a boca                               |
| 1996 (10de)  | Federico Luppi          | La Ley de la frontera                     |
| 1997 (11de)  | Luis Cuenca             | La buena vida                             |
| 1997 (11de)  | Jordi Mollà             | La Celestina                              |
| 1997 (11de)  | Nancho Novo             | La Celestina                              |
| 1998 (12de)  | José Sancho             | Carne trémula                             |
| 1998 (12de)  | Antonio Valero          | El color de las nubes                     |
| 1998 (12de)  | Juan Jesús Valverde     | Las ratas                                 |
| 1999 (13de)  | Tony Leblanc            | Torrente, el brazo tonto de la ley        |
| 1999 (13de)  | Agustín González        | El abuelo                                 |
| 1999 (13de)  | Francisco Algora        | Barrio                                    |
| 1999 (13de)  | Jorge Sanz              | La niña de tus ojos                       |
| 2000 (14de)  | Juan Diego              | París Tombuctú                            |
| 2000 (14de)  | Mario Gas               | Amic/Amat                                 |
| 2000 (14de)  | José Coronado           | Goya en Burdeos                           |
| 2000 (14de)  | Álex Angulo             | Muertos de risa                           |
| 2001 (15de)  | Emilio Gutiérrez Caba   | La comunidad                              |
| 2001 (15de)  | Luis Cuenca             | Obra maestra                              |
| 2001 (15de)  | Juan Diego              | You're the one (una historia de entonces) |
| 2001 (15de)  | Iñaki Miramón           | You're the one (una historia de entonces) |
| 2002 (16de)  | Emilio Gutiérrez Caba   | El cielo abierto                          |
| 2002 (16de)  | Antonio Dechent         | Intacto                                   |
| 2002 (16de)  | Gael García Bernal      | Sin noticias de Dios                      |
| 2002 (16de)  | Eduard Fernández        | Son de mar                                |
| 2003 (17de)  | Luis Tosar              | Los lunes al sol                          |
| 2003 (17de)  | José Coronado           | La caja 507                               |
| 2003 (17de)  | Carlos Hipólito         | Historia de un beso                       |
| 2003 (17de)  | Alberto San Juan        | El otro lado de la cama                   |
| 2004 (18de)  | Eduard Fernández        | En la ciudad                              |
| 2004 (18de)  | José Luis Gómez         | La luz prodigiosa                         |
| 2004 (18de)  | Joan Dalmau             | Soldados de Salamina                      |
| 2004 (18de)  | Juan Diego              | Torremolinos 73                           |
| 2005 (19de)  | Celso Bugallo           | Mar adentro                               |
| 2005 (19de)  | Luis Varela             | Crimen ferpecto                           |
| 2005 (19de)  | Unax Ugalde             | Héctor                                    |
| 2005 (19de)  | Juan Diego              | El 7° día                                 |
| 2006 (20ste) | Carmelo Gómez           | El método                                 |
| 2006 (20ste) | Javier Cámara           | The Secret Life of Words                  |
| 2006 (20ste) | Fernando Guillén        | Otros días vendrán                        |
| 2006 (20ste) | Enrique Villén          | Ninette                                   |
| 2007 (21ste) | Antonio de la Torre     | Azuloscurocasinegro                       |
| 2007 (21ste) | Juan Diego Botto        | Vete de mí                                |
| 2007 (21ste) | Juan Echanove           | Alatriste                                 |
| 2007 (21ste) | Leonardo Sbaraglia      | Salvador (Puig Antich)                    |
| 2008 (22ste) | José Manuel Cervino     | Las 13 rosas                              |
| 2008 (22ste) | Raúl Arévalo            | Siete mesas de billar francés             |
| 2008 (22ste) | Emilio Gutiérrez Caba   | La torre de Suso                          |
| 2008 (22ste) | Carlos Larrañaga        | Luz de domingo                            |
| 2008 (22ste) | Julián Villagrán        | Bajo las estrellas                        |
| 2009 (23ste) | Jordi Dauder            | Camino                                    |
| 2009 (23ste) | José Ángel Egido        | Los girasoles ciegos                      |
| 2009 (23ste) | Fernando Tejero         | Fuera de carta                            |
| 2009 (23ste) | José María Yazpik       | Sólo quiero caminar                       |
| 2010 (24ste) | Raúl Arévalo            | Gordos                                    |
| 2010 (24ste) | Antonio Resines         | Celda 211                                 |
| 2010 (24ste) | Carlos Bardem           | Celda 211                                 |
| 2010 (24ste) | Ricardo Darín           | El baile de la Victoria                   |
| 2011 (25ste) | Karra Elejalde          | También la lluvia                         |
| 2011 (25ste) | Álex Angulo             | El gran Vázquez                           |
| 2011 (25ste) | Sergi López i Ayats     | Pa negre                                  |
| 2011 (25ste) | Eduard Fernández        | Biutiful                                  |
| 2012 (26ste) | Lluís Homar             | EVA                                       |
| 2012 (26ste) | Raúl Arévalo            | Primos                                    |
| 2012 (26ste) | Juanjo Artero           | No habrá paz para los malvados            |
| 2012 (26ste) | Juan Diego              | 23-F. La película                         |
| 2013 (27ste) | Julián Villagrán        | Grupo 7                                   |
| 2013 (27ste) | Ewan McGregor           | The Impossible                            |
| 2013 (27ste) | Josep Maria Pou         | Blancanieves                              |
| 2013 (27ste) | Antonio de la Torre     | Invasor                                   |
| 2014 (28ste) | Roberto Álamo           | La gran familia española                  |
| 2014 (28ste) | Carlos Bardem           | Alacrán enamorado                         |
| 2014 (28ste) | Juan Diego Botto        | Ismael                                    |
| 2014 (28ste) | Antonio de la Torre     | La gran familia española                  |
| 2015 (29ste) | Karra Elejalde          | Ocho apellidos vascos                     |
| 2015 (29ste) | Eduard Fernández        | El Niño                                   |
| 2015 (29ste) | Antonio de la Torre     | La isla mínima                            |
| 2015 (29ste) | Jose Sacristán          | Magical Girl                              |
| 2016 (30ste) | Javier Cámara           | Truman                                    |
| 2016 (30ste) | Felipe García Vélez     | A cambio de nada                          |
| 2016 (30ste) | Manolo Solo             | B, la película                            |
| 2016 (30ste) | Tim Robbins             | A Perfect Day                             |
| 2017 (31ste) | Manolo Solo             | Tarde para la ira                         |
| 2017 (31ste) | Karra Elejalde          | 100 metros                                |
| 2017 (31ste) | Javier Gutiérrez        | El olivo                                  |
| 2017 (31ste) | Javier Pereira          | Que Dios nos perdone                      |
| 2018 (32ste) | David Verdaguer         | Estiu 1993                                |
| 2018 (32ste) | José Mota               | Abracadabra                               |
| 2018 (32ste) | Antonio de la Torre     | El autor                                  |
| 2018 (32ste) | Bill Nighy              | The Bookshop                              |
| 2019 (33ste) | Luis Zahera             | El reino                                  |
| 2019 (33ste) | Juan Margallo           | Campeones                                 |
| 2019 (33ste) | Antonio de la Torre     | La noche de 12 años                       |
| 2019 (33ste) | Eduard Fernández        | Todos lo saben                            |
| 2020 (34ste) | Eduard Fernández        | Mientras dure la guerra                   |
| 2020 (34ste) | Asier Etxeandia         | Dolor y gloria                            |
| 2020 (34ste) | Leonardo Sbaraglia      | Dolor y gloria                            |
| 2020 (34ste) | Luis Callejo            | Intemperie                                |
| 2021 (35ste) | Alberto San Juan        | Sentimental                               |
| 2021 (35ste) | Álvaro Cervantes        | Adú                                       |
| 2021 (35ste) | Sergi López i Ayats     | La boda de Rosa                           |
| 2021 (35ste) | Juan Diego Botto        | Los europeos                              |
| 2022 (36ste) | Urko Olazabal           | Maixabel                                  |
| 2022 (36ste) | Celso Bugallo           | El buen patrón                            |
| 2022 (36ste) | Fernando Albizu         | El buen patrón                            |
| 2022 (36ste) | Manolo Solo             | El buen patrón                            |